# Jouy (Eure i Loir)
Jouy és un municipi francès, situat al departament de l'Eure i Loir i a la regió de Centre – Vall del Loira. L'any 2007 tenia 1.884 habitants.

## Demografia

### Població
El 2007 la població de fet de Jouy era de 1.884 persones. Hi havia 759 famílies, de les quals 196 eren unipersonals (80 homes vivint sols i 116 dones vivint soles), 267 parelles sense fills, 256 parelles amb fills i 40 famílies monoparentals amb fills.
La població ha evolucionat segons el següent gràfic:
Habitants censats

### Habitatges
El 2007 hi havia 888 habitatges, 773 eren l'habitatge principal de la família, 75 eren segones residències i 40 estaven desocupats. 806 eren cases i 74 eren apartaments. Dels 773 habitatges principals, 623 estaven ocupats pels seus propietaris, 138 estaven llogats i ocupats pels llogaters i 12 estaven cedits a títol gratuït; 8 tenien una cambra, 67 en tenien dues, 103 en tenien tres, 193 en tenien quatre i 402 en tenien cinc o més. 650 habitatges disposaven pel capbaix d'una plaça de pàrquing. A 347 habitatges hi havia un automòbil i a 343 n'hi havia dos o més.

### Piràmide de població
La piràmide de població per edats i sexe el 2009 era:
| Homes | Edats   | Dones |
| ----- | ------- | ----- |
| 0     | 95 o +  | 8     |
| 4     | 90 a 94 | 8     |
| 12    | 85 a 89 | 28    |
| 16    | 80 a 84 | 36    |
| 60    | 75 a 79 | 68    |
| 44    | 70 a 74 | 44    |
| 44    | 65 a 69 | 28    |
| 24    | 60 a 64 | 32    |
| 44    | 55 a 59 | 32    |
| 64    | 50 a 54 | 88    |
| 92    | 45 a 49 | 40    |
| 64    | 40 a 44 | 92    |
| 72    | 35 a 39 | 76    |
| 64    | 30 a 34 | 56    |
| 28    | 25 a 29 | 24    |
| 48    | 20 a 24 | 52    |
| 88    | 15 a 19 | 60    |
| 52    | 10 a 14 | 72    |
| 68    | 5 a 9   | 52    |
| 32    | 0 a 4   | 32    |

## Economia
El 2007 la població en edat de treballar era de 1.184 persones, 922 eren actives i 262 eren inactives. De les 922 persones actives 855 estaven ocupades (463 homes i 392 dones) i 67 estaven aturades (28 homes i 39 dones). De les 262 persones inactives 102 estaven jubilades, 82 estaven estudiant i 78 estaven classificades com a «altres inactius».

### Ingressos
El 2009 a Jouy hi havia 776 unitats fiscals que integraven 1.960 persones, la mediana anual d'ingressos fiscals per persona era de 21.590 €.

### Activitats econòmiques
Dels 79 establiments que hi havia el 2007, 1 era d'una empresa extractiva, 4 d'empreses alimentàries, 1 d'una empresa de fabricació de material elèctric, 5 d'empreses de fabricació d'altres productes industrials, 9 d'empreses de construcció, 15 d'empreses de comerç i reparació d'automòbils, 7 d'empreses de transport, 5 d'empreses d'hostatgeria i restauració, 1 d'una empresa d'informació i comunicació, 4 d'empreses financeres, 2 d'empreses immobiliàries, 12 d'empreses de serveis, 7 d'entitats de l'administració pública i 6 d'empreses classificades com a «altres activitats de serveis».
Dels 18 establiments de servei als particulars que hi havia el 2009, 1 era una oficina de correu, 3 oficines bancàries, 2 tallers de reparació d'automòbils i de material agrícola, 1 establiment de lloguer de cotxes, 2 guixaires pintors, 1 fusteria, 2 lampisteries, 1 electricista, 2 perruqueries, 2 restaurants i 1 agència immobiliària.
Dels 5 establiments comercials que hi havia el 2009, 1 era una botiga de més de 120 m², 1 una botiga de menys de 120 m², 2 carnisseries i 1 una botiga de material de revestiment de parets i terra.
L'any 2000 a Jouy hi havia 11 explotacions agrícoles que ocupaven un total de 693 hectàrees.

## Equipaments sanitaris i escolars
L'únic equipament sanitari que hi havia el 2009 era una farmàcia.
El 2009 hi havia una escola elemental.

## Poblacions més properes
El següent diagrama mostra les poblacions més properes.